# El amor de Andrea
El amor de Andrea es una película dramática hispano-mexicana de 2023 dirigida por Manuel Martín Cuenca a partir de un guion de Lola Mayo y Martín Cuenca.

## Trama
Ambientada en Cádiz, la trama sigue a Andrea, de 15 años, la mayor de tres hermanos, que busca reavivar su relación con su padre tras el divorcio de sus padres.

## Elenco
- Lupe Mateo Barredo como Andrea
- Fidel Sierra como Fidel
- Cayetano Rodríguez Anglada como Tomás
- Agustín Domínguez como Abel
- Irka Lugo como Carmen
- Jesús Ortiz como Antonio
- Inés Amieva como Beatriz
- José María Verdulla Otero como José María
- Inmaculada Toribio Ortega como Jueza

## Producción
La película fue escrita por el director Manuel Martín Cuenca junto a Lola Mayo. La película fue producida por La Loma Blanca PC, LaZona, Nephilim y El amor de Andrea AIE, junto a Alebrije Cine y Vídeo, con la participación de RTVE y Canal Sur, financiación del ICAA, apoyo de la Agencia Andaluza de Instituciones Culturales, y patrocinio de la Diputación de Cádiz. Se rodó íntegramente en la Bahía de Cádiz. Las imágenes se filmaron en orden cronológico.

## Lanzamiento
La película tuvo su estreno mundial en el 68.º Festival Internacional de Cine de Valladolid el 23 de octubre de 2023. También participó en la competición de selección oficial del Tallinn Black Nights Film Festival (PÖFF) para su estreno internacional. Se estrenó en cines en España el 24 de noviembre de 2023 de la mano de Filmax.

## Recepción
Philipp Engel de Cinemanía calificó la película con 4 estrellas sobre 5, describiéndola en el veredicto como "un drama familiar espiritual con aires atlánticos". Beatriz Martínez, de Fotogramas, valoró la película con 4 estrellas sobre 5, destacando el brillante cambio de registro del director [con respecto a su filmografía anterior].
Sergi Sánchez de La Razón valoró la película con 3½ sobre 5 estrellas, destacando como seña de identidad la "sensibilidad naturalista" al retratar la vida de un adolescente que hace preguntas incómodas. Javier Ocaña de El País escribió que El amor de Andrea es tan austero que no es casualidad que los especialistas comparen la película con el cine de Robert Bresson.
La película apareció en la posición número 10 del ranking elaborado por la revista El Cultural de las mejores películas españolas de 2023.